# Kraftwerk Wilhelmshaven (Uniper)
Das Kraftwerk Wilhelmshaven war ein deutsches Steinkohlekraftwerk in Wilhelmshaven. Es liegt im Rüstersieler Groden direkt am Deich zum Jadefahrwasser südlich des neu entstandenen Kraftwerks der Engie. Betreiber des Kraftwerks ist die Uniper Kraftwerke GmbH.

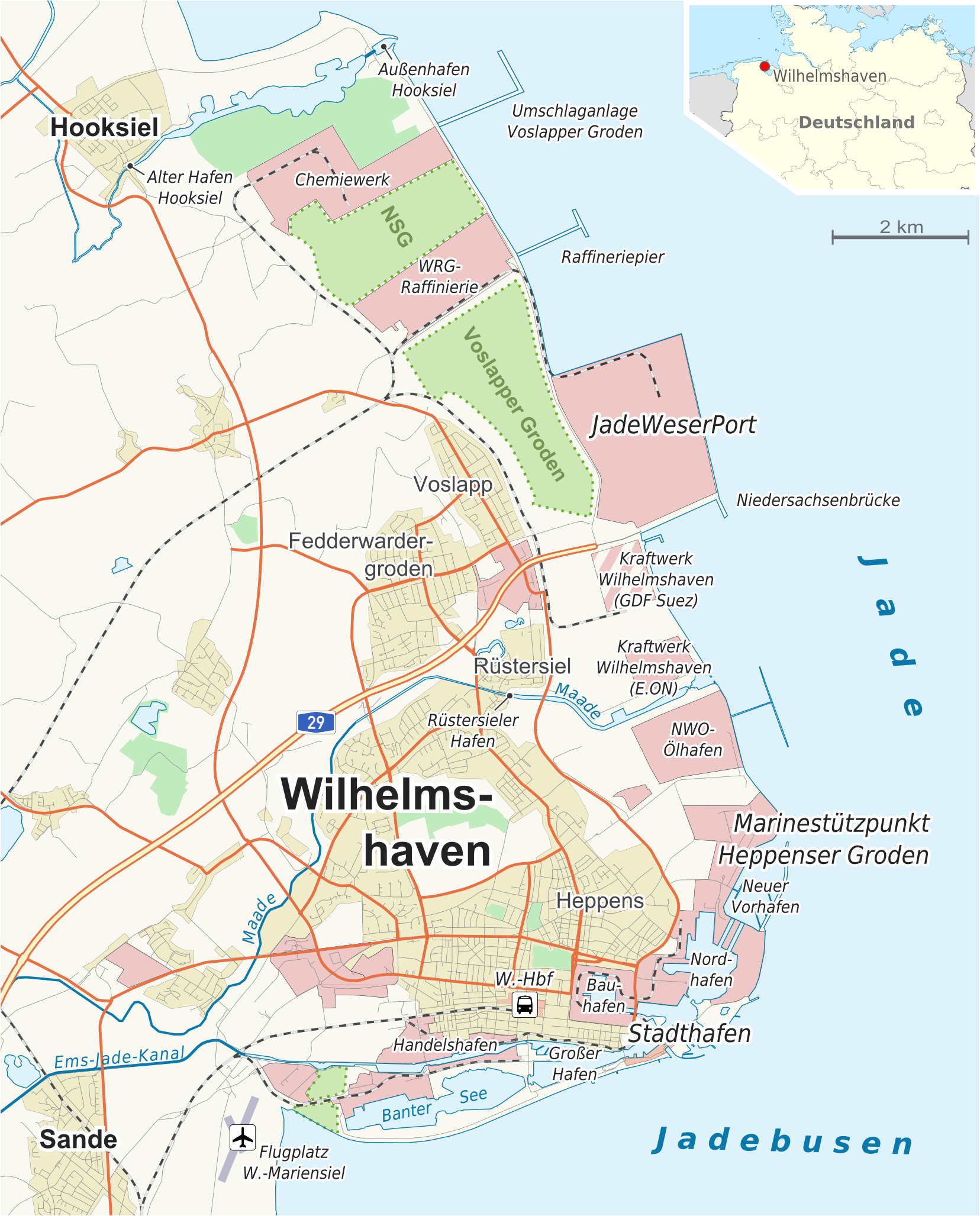
Lage des Kraftwerks und des Neubaus

Im Marktstammdatenregister wird es unter der Bezeichnung Wilhelmshaven 1 DT geführt.

## Bestehendes Kraftwerk
Das Kraftwerk hatte eine elektrische Leistung von 757 Megawatt und wurde Mitte der 1970er Jahre gebaut. Die Inbetriebnahme erfolgte 1976. Es deckte den Mittellast-Bedarf und hatte eine Einsatzzeit von bis zu 6.000 Stunden jährlich. Im Kraftwerk wurden täglich ca. 6.000 Tonnen Steinkohle benötigt. Das Kraftwerk ist versorgungstechnisch günstig gelegen, da im nahen Tidehafen des Jadebusens Schiffe mit einer Ladekapazität von bis zu 100.000 Tonnen Steinkohle anlegen können. Das Kraftwerk, welches über einen 275 Meter hohen Kamin verfügt, entschwefelte als erstes in der Bundesrepublik seine Rauchgase.
Die Asche aus den Elektrofiltern und der Gips aus der Entschwefelung wurden von der Bauindustrie zur Weiterverwendung übernommen. 1998 wurde durch den Einbau einer Zweigturbine eine Leistungssteigerung um 42 Megawatt erreicht und gleichzeitig, bei gleichem Brennstoffeinsatz, die CO2-Emissionen um jährlich 200.000 Tonnen reduziert. Im Jahr 2002 wurde die gesamte Regelung und Steuerung komplett erneuert, die nun einen vollautomatischen Betrieb ermöglicht.
Mit der Inbetriebnahme einer Klärschlammmitverbrennungsanlage Ende 2004 zur Entsorgung der kommunalen Klärschlämme sowie dem Bau einer Anlage zur Mitverbrennung von Petrolkoks, wurden unter anderem zusätzlich Möglichkeiten geschaffen, die Ressource Steinkohle zu schonen.

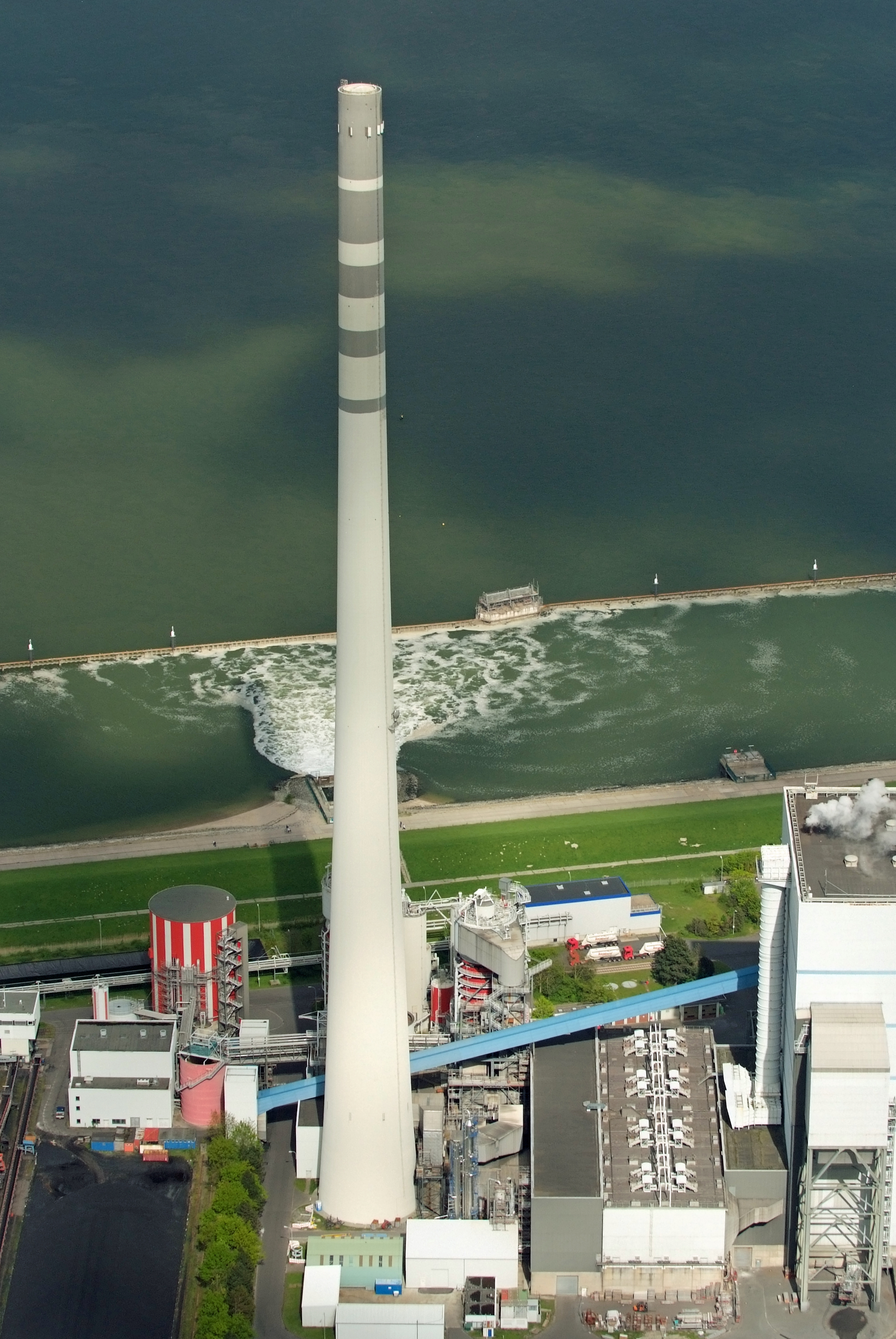
Der Kamin des Kraftwerks aus der Luft (Mai 2012)
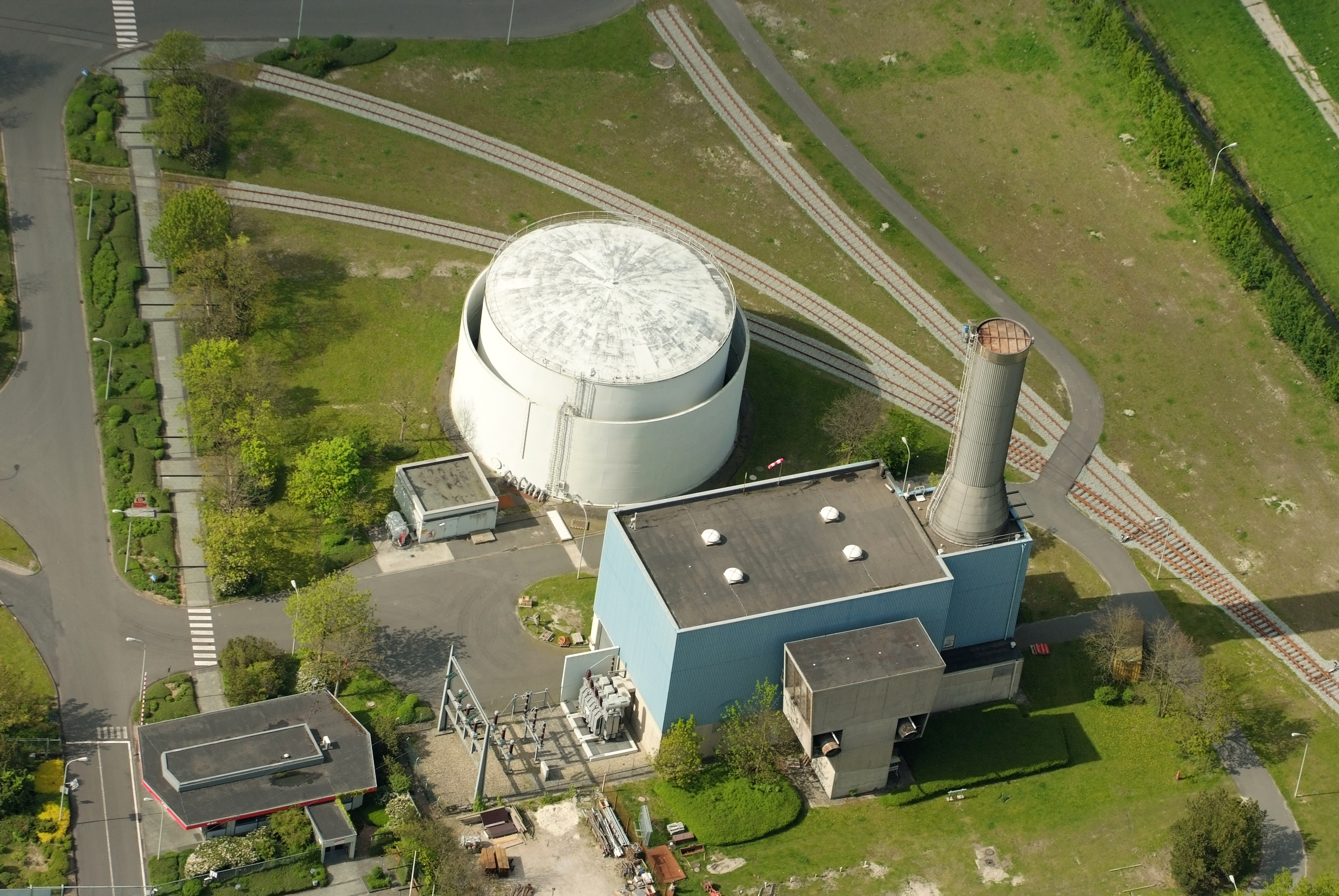
Anlage im Süden des Kraftwerksgeländes
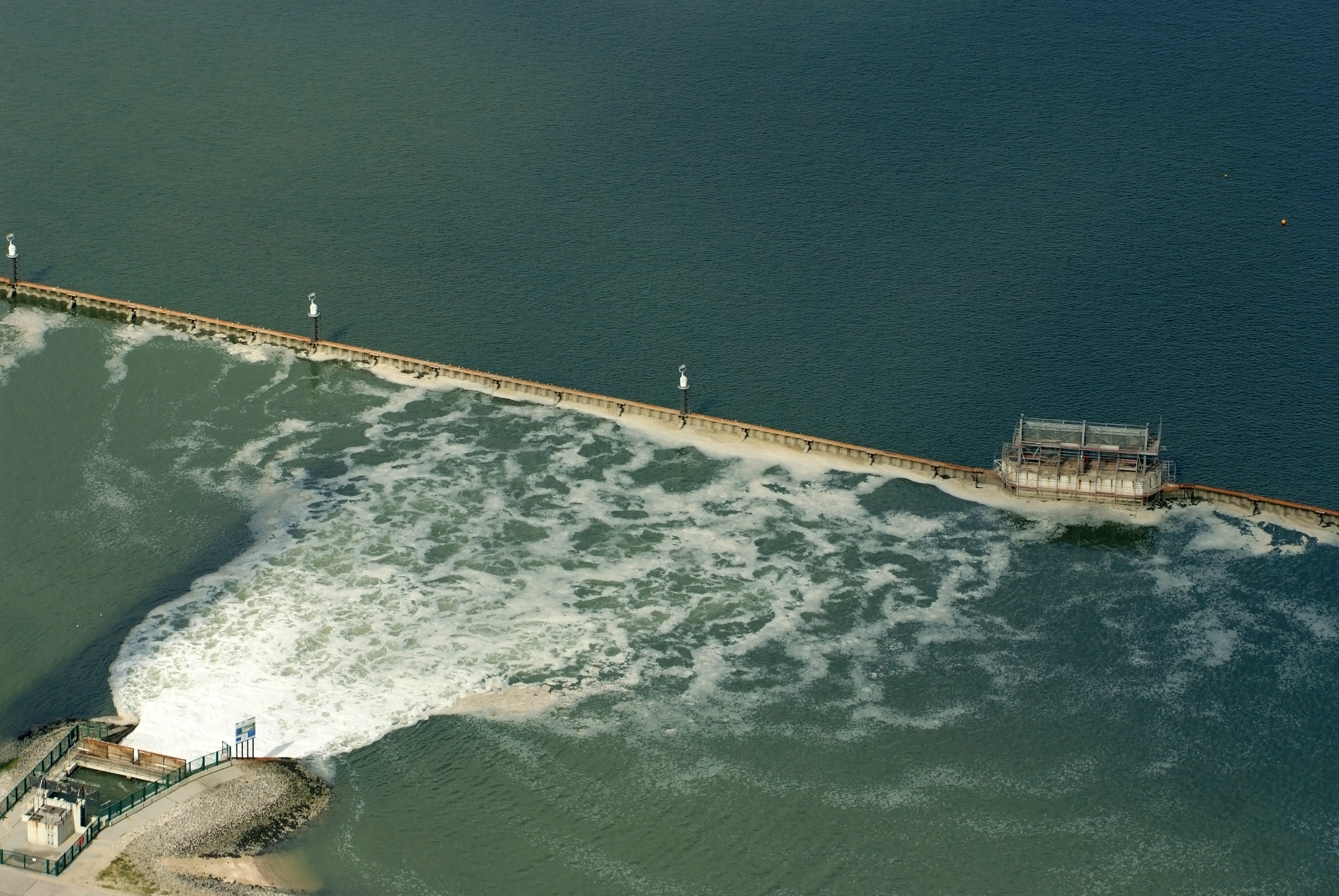
Abwasser ins Jadefahrwasser
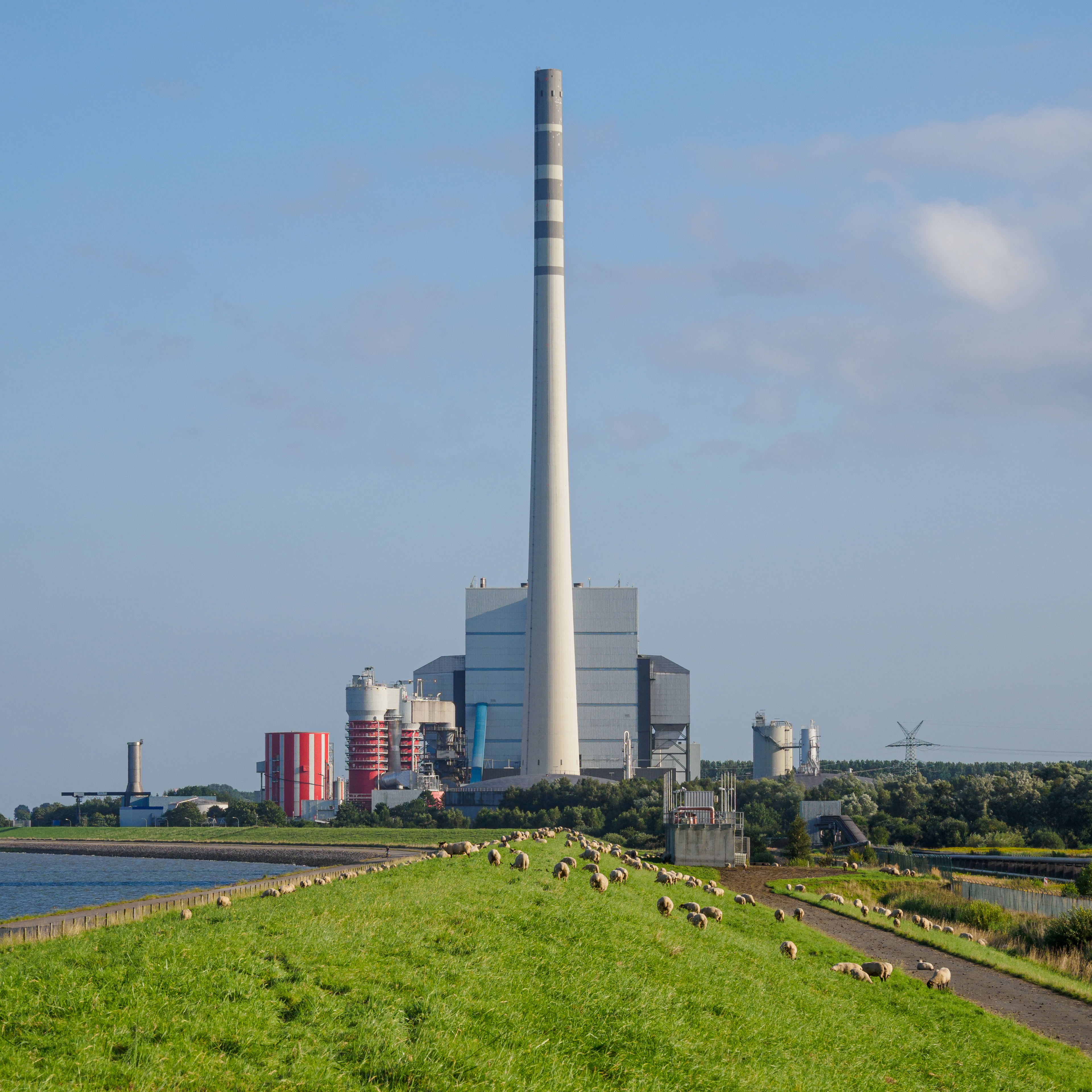
Rauchfrei kurz vor der endgültigen Stilllegung 2021

## Erweiterung des Kraftwerks

### Planungen von E.ON
Seit 2009 liefen Planungen des ehemaligen Betreibers E.ON zu einem zweiten Kraftwerksblock, eine Erweiterung des Bestandskraftwerks um 550 Megawatt. Die Inbetriebnahme war für das Jahr 2015 vorgesehen. Eine Besonderheit des Neubaus war der geplante Wirkungsgrad, da mit diesem Kraftwerk zum ersten Mal ein Wirkungsgrad von über 50 % bei einem Steinkohlekraftwerk erreicht werden sollte. E.ON führte das Kraftwerksprojekt deshalb unter dem Namen „Kraftwerk 50plus“. Am 14. April 2010 teilte E.ON überraschend den Stopp der Planungen mit. Als Grund wurde angegeben, dass „die Technik und die Werkstoffe noch nicht den Ansprüchen genügen, ein solches Kraftwerk auch wirtschaftlich und sicher zu betreiben“.

### Kraftwerkneubau durch GDF Suez / Engie
Im September 2008 erfolgte in der Nachbarschaft des Uniper-Kraftwerks die Grundsteinlegung für den Neubau eines 800 Megawatt Kraftwerks der GDF Suez. Das Steinkohlekraftwerk ging im Dezember 2012 in den Probebetrieb. Im März 2014 wurde das Kraftwerk erstmals unter Volllast betrieben.

## Betriebsschließung
Am 30. Januar 2020 wurde öffentlich bekannt, dass das Kraftwerk Ende 2022 stillgelegt werden sollte. Im Frühjahr 2021 erhielt das Kraftwerk von der Bundesnetzagentur den Zuschlag für die Stilllegung im Rahmen des deutschen Kohleausstiegs. Am 7. Dezember 2021 wurde das Kraftwerk endgültig stillgelegt.
In den 45 Betriebsjahren wurden über 58 Millionen Tonnen Kohle in mehr als 151 Millionen MWh Strom umgewandelt. Die Turbine hatte zuletzt 269.000 Betriebsstunden.
Als Nachnutzung wird überlegt, auf dem Kraftwerksgelände ein Wasserstoff-Importterminal oder eine Lachsfarm aufzubauen.